# 第102师团
第102师团（Dai-hyakuni Shidan）是日本帝国陆军的一个步兵师团。它的代号是拔兵团（Hatsu Heidan） 。该师于1944年6月15日在米沙鄢组建。师团的核心是第31独立混合旅。第102师是丙级师团，因此师团由独立步兵营组成，而不是步兵团。

## 军事行动
1944年7月29日，当吉野丸号运输船被美国潜艇击沉时，该师的部分人员丧生。 第102师团的其余部分于1944年10月26日在奥尔莫克参加了雷伊泰岛战役。
自1945年3月起，在雷伊泰岛战役和随后的米沙鄢战役期间，第102师团被美军孤立并逐步剿灭。尽管如此，一些分队仍设法在山上坚持到1945年8月15日日本投降。
特别是在1945年3月-4月入侵巴拉望岛期间，第102师团的两个营被美军第186团击败。虽然美军第185团竭尽全力围剿日军，但由一个连组成的日本班乃卫戍部队仍然成功撤退到山区。
在宿雾岛，第102师团有一个营成功撤出。他们在宿雾城之战中伤亡惨重，但后来得以继续进行游击战。
在内格罗斯岛上，第102师团有来自第77步兵旅的大约4000名战斗人员。自1945年3月以来，在一场抵抗美军的游击战之后，这些人皆成功幸存。